# Torna, torna, fratre!
Torna, torna, fratre! (zapis grecki: τόρνα, τόρνα, φράτρε, tłum. „zawróć, zawróć, bracie”) – zdanie w „języku ojczystym”, odnotowane przez Teofilakta Symokattę w Historii, w kontekście incydentu, który miał miejsce podczas jednej z kampanii bałkańskich w czasie wojen bizantyńsko-awarskich cesarza Maurycjusza. Wśród badaczy nie ma konsensusu co do tego, w którym języku zostało ono wypowiedziane: wskazuje się, że mógłby to być przykład wczesnego prarumuńskiego lub rozkaz wojskowy w żargonowej łacinie.

## Kontekst
Zdanie torna, torna, fratre pojawia się w kontekście incydentu, który miał miejsce podczas kampanii przeciw Awarom w 587 roku, prowadzonej w górach Haemus  – gdy ładunek niesiony przez jedno ze zwierząt jucznych zsunął się z jego grzbietu, jeden z żołnierzy, który to zauważył, krzyknął za jego panem w „języku ojczystym”, żeby ten odwrócił się i go poprawił. Wydarzenie to spowodowało zamieszanie i wybuch paniki w oddziale, który zrozumiał okrzyk jako nakaz odwrotu w używanym wciąż w armii bizantyńskiej języku łacińskim.

## Struktura
Zdanie składa się z powtórzonego czasownika torna „zawróć” (w trybie rozkazującym) i rzeczownika fratre „bracie”, który przyjmuje niestandardową dla łaciny klasycznej formę wołacza z końcówką -e. Czasownik etymologicznie wywodzący się od łacińskiego TORNŌ, TORNĀRE zachował się we wschodnioromańskich językach regionu: w arumuńskim tornu „wracam”  oraz dakorumuńskim torn „przelewam”, dawniej także „wracam” . Rzeczownik, wywodzący się od łacińskiego FRĀTER, również zachował się w obydwu językach, przybierając współczesne formy frati  w arumuńskim i frate  w dakorumuńskim.